# James Burrows
James Burrows (geboren am 30. Dezember 1940 in Los Angeles, Kalifornien) ist ein US-amerikanischer Fernsehregisseur, Drehbuchautor und mehrfacher Emmypreisträger. Er ist vor allem bekannt für seine Arbeit an den Fernsehserien Cheers, Will & Grace, Frasier und Friends.

## Leben

### Kindheit und Ausbildung
James Edward Burrows, auch unter dem Namen Jim Burrows mit dem Spitznamen Jimmy bekannt, kam 1940 als Sohn von Abe Burrows, der unter anderem ebenfalls als Fernsehregisseur arbeitete, zur Welt. Er hat eine Schwester. Wegen der Arbeit seines Vaters am Broadway zog die Familie in seiner Kindheit nach New York City. Er schloss dort 1958 die LaGuardia High School of Music & Art ab. Anschließend besuchte er die Yale University School of Drama und zog 1965 wieder nach Los Angeles.

### Karriere
Er startete seine Karriere 1965 als Dialogcoach für fünf Episoden der Serie O.K. Crackerby! 1975 führte er in der Folge From Russia with lust der Serie Paul Sand in Friends and Lovers zum ersten Mal Regie. Der Durchbruch als Regisseur gelang ihm mit der 1978 gestarteten Serie Taxi, für die er 1980 und 1981 zum ersten Mal den Primetime Emmy Award erhielt. Noch bekannter wurde er durch die Fernsehserie Cheers, bei der er nicht nur in den meisten Folgen Regie führte, sondern auch das Drehbuch schrieb und die Funktion des executive producers innehatte. Cheers war lange Zeit die multi-camera Sitcom mit Studiopublikum mit den meisten ausgestrahlten Episoden, bis sie 2019 von The Big Bang Theory abgelöst wurde. Hier führte Burrows in der Pilotfolge Regie.
Insgesamt gewann er neunmal den Primetime Emmy Award. Er war dabei im Zeitraum 1980 bis 2005 jedes Jahr, mit Ausnahme von 1997, für diese Auszeichnung nominiert. Die Directors Guild of America nominierte ihn zudem zwischen 1982 und 2006 21 mal für seine hervorragende Regiearbeit, davon gewann er viermal die Auszeichnung. 2015 erhielt er zusammen mit Bob Butler den DGA Award für sein Lebenswerk.

“[…] two men who have had an incomparable influence over decades of precedent-setting television directing. They’ve shaped the history of television in ways too numerous to calculate, including directing the pilots for some of the most iconic television shows ever. […] Between the two of them, there are very few people in America who haven’t laughed, cried and/or cheered while watching their work. They have truly changed the face of television.”

„[…] zwei Männer, die über Dekaden einen unvergleichlichen Einfluss auf die Regiearbeit im Fernsehen hatten. Sie haben die Geschichte des Fernsehens auf unzählige Weisen geformt, unter anderem mit der Regie der Pilotfolgen einiger der kultigsten Fernsehserien aller Zeiten. […] Zwischen diesen beiden gibt es nur wenige Menschen in den USA, die beim Sehen ihrer Arbeit nicht gelacht, geweint und/oder gejubelt haben. Sie haben wirklich das Gesicht des Fernsehens verändert.“

NBC strahlte am 21. Februar 2016 anlässlich der 1000. Episode unter der Regie von Burrows ein zweistündiges Special Must See TV: An All-Star Tribute to James Burrows aus, bei dem viele Stars aus vergangenen Tagen dabei waren.
Burrows stand als Schauspieler in Nebenrollen auch mehrmals selber vor der Kamera. Die erste Rolle war 1974 ein Agent in der Folge The lady in red der Fernsehserie Rhoda. Weitere Rollen nahm er in Serien war, wo er selbst Regie führte, so 1994 in Friends oder 2020 in Will & Grace.

### Familie
James Burrows ist in zweiter Ehe verheiratet. Aus seiner ersten geschiedenen Ehe stammen drei Kinder.

## Filmografie (Auswahl)

### Regie
- 1975–1976: Phyllis (19 Episoden)
- 1975–1977: The Bob Newhart Show (11 Episoden)
- 1978–1982: Taxi (75 Episoden)
- 1982–1993: Cheers (237 Episoden)
- 1993–1997: Frasier (32 Episoden)
- 1994–1998: Friends (15 Episoden)
- 1995–1998: Caroline in the City (21 Episoden)
- 1998–2006, 2017–2020: Will & Grace (246 Episoden)
- 2006–2007: The Class (19 Episoden)
- 2007: The Big Bang Theory (Episode 1x01)
- 2007–2008: Back to You (17 Episoden)
- 2008–2010: Gary Unmarried (36 Episoden)
- 2010–2016: Mike & Molly (49 Episoden)
- 2013–2015: The Millers (32 Episoden)
- 2017: Superior Donuts (8 Episoden)
- 2025: Mid-Century Modern (10 Episoden)

### Executive Producer
- 1984–1993: Cheers (226 Episoden)
- 1987: The Tortellis (13 Episoden)
- 1999–2020: Will & Grace (237 Episoden)
- 2006–2007: The Class (19 Episoden)
- 2007–2008: Back to You (16 Episoden)
- 2008–2010: Gary Unmarried (36 Episoden)
- 2010–2012: Mike & Molly (47 Episoden)
- 2013–2015: The Millers (17 Episoden)
- 2016: Crowded (12 Episoden)

### Creator
- 1984–1993: Cheers (271 Episoden)
- 1987: The Tortellis (13 Episoden)
- 1993: Cheers: Last Call! (Kurzfilm)

## Auszeichnungen
- 1980–2020: Primetime Emmy Award: 9× Auszeichnung in verschiedenen Bereichen (23 weitere Male nominiert)
- 1982–2020: Directors Guild of America: 5× Auszeichnung für hervorragende Regiearbeit (17 weitere Male nominiert)
- 1996: American Comedy Awards: Auszeichnung mit dem Creative Achievement Award
- 1999: Society of Camera Operators: Auszeichnung mit dem Governors' Award
- 2000: Online Film & Television Association: OFTA TV Hall of Fame Auszeichnung in der Kategorie Behind the Scenes
- 2003: Banff Television Festival: Auszeichnung für das Lebenswerk
- 2009: Costume Designers Guild Awards: Auszeichnung mit dem Distinguished Collaborator Award
- 2009: Gold Derby Awards: Auszeichnung für das Lebenswerk
- 2014: Television Critics Association Awards: Auszeichnung für das Lebenswerk
- 2015: Directors Guild of America: Auszeichnung für das Lebenswerk als Fernsehregisseur